# 여수충무고등학교
여수충무고등학교(麗水忠武高等學校)는 대한민국 전라남도 여수시 미평동에 있는 공립 고등학교이다.

## 학교 연혁
- 2006년 3월 3일 : 여수충무고등학교 개교(255명 입학)
- 2009년 2월 11일 : 제1회 졸업식(졸업생 242명)
- 2024년 3월 1일 : 제8대 정용균 교장 부임
- 2025년 2월 7일 : 제17회 졸업식(185명 졸업, 졸업생총수 4,159명)
- 2025년 3월 4일 : 제20회 입학식(입학생 172명)

## 참고 자료
- 여수충무고등학교 - 한국교육학술정보원 학교알리미